# Théodore Salvator de Habsbourg-Toscane
Théodore Salvator de Habsbourg-Toscane (en allemand : Theodor Salvator von Habsburg-Lothringen), né au château de Wallsee à Wallsee-Sindelburg, Autriche-Hongrie, le 9 octobre 1899, et mort à Amstetten, Autriche, le 8 avril 1978, est un archiduc d'Autriche et prince de Toscane.

## Biographie

### Famille
Troisième fils et cinquième des dix enfants de l'archiduc François-Salvator de Habsbourg-Toscane (1866-1939) et de sa première épouse l'archiduchesse Marie-Valérie d'Autriche (1868-1924), Théodore Salvator de Habsbourg-Toscane naît au château de Wallsee, le 9 octobre 1899. Par sa mère, il est le petit-fils de François-Joseph Ier, empereur d'Autriche et roi de Hongrie et de son épouse, Élisabeth de Wittelsbach, la célèbre Sissi. Son prénom se réfère à son grand-oncle maternel et parrain, le duc Charles-Théodore en Bavière.

### Carrière
Théodore Salvator étudie l'agronomie et devient ingénieur agronome. Il gère ensuite le domaine agricole et forestier de Wallsee, en Basse-Autriche, où il réside,.

### Mariage et postérité
Le 28 juillet 1926, Théodore Salvator épouse au château de Zeil, Leutkirch im Allgäu, la comtesse Marie-Thérèse de Waldbourg à Zeil, née le 18 octobre 1901, à Neu-Trauchbourg, et morte le 17 juillet 1967, à Munich, fille de Georges, 5e prince de Waldbourg à Zeil et Trauchbourg et de la comtesse Marie-Thérèse zu Salm-Reifferscheidt-Raitz.
Le couple a quatre enfants, :  
- François Salvator de Habsbourg-Toscane (né au château de Wallsee le 10 septembre 1927 et mort le 13 février 2012), épouse en premières noces en 1962, Anne-Amélie Prinzessin (princesse) von Schönbourg-Waldenbourg (1936-1966), sans postérité, puis épouse en secondes noces en 1980 Hedwige de Lichem-Löwenbourg (1938-2000), dont deux filles ;
- Thérèse de Habsbourg-Toscane (née au château de Wallsee le 9 janvier 1931), épouse en 1955 le prince Rasso de Bavière (1926-2011), dont sept enfants ;
- Marie Immaculée de Habsbourg-Toscane (née au château de Wallsee le 7 décembre 1933 et morte à Engelskirchen le 2 avril 2022), épouse en 1959 Reinhart Graf (comte) von und zu Hoensbroech auf Kellenberg (1926-2005), dont sept enfants ;
- Charles Salvator de Habsbourg-Toscane (né au château de Wallsee le 23 juin 1936 et mort le 5 novembre 2023 à Seitenstetten), épouse en 1970 Edith Wenzl Freiin (baronne) von Sternbach (née en 1943), dont six enfants.

### Mort
Veuf depuis 1967, Théodore Salvator de Habsbourg-Toscane meurt, à l'âge de 78 ans, à Amstetten, le 8 avril 1978. Il est inhumé au cimetière de Sindelburg.

## Honneurs
Théodore Salvator de Habsbourg-Toscane est :
- 1241e Chevalier de l'ordre de la Toison d'or d'Autriche (1948).
- Chevalier de l'ordre souverain de Malte.